# Golf von Orosei
Der Golf von Orosei (italienisch Golfo di Orosei) ist eine Meeresbucht, die sich über eine etwa 30 Kilometer lange Einbuchtung an der Ostküste Sardiniens erstreckt.
Der Küstenbereich ist von Ausläufern des Bergmassivs Supramonte, dessen Hänge mehrere hundert Meter senkrecht zum Meer hin abfallen, geprägt.

## Geographie
Viele Strände in kleinen Buchten, die oft nur vom Meer aus oder über eine Wanderung von der Hochebene aus zugänglich sind, wie z. B.  Cala Cartoe, Cala Fiuli, Cala Luna, Cala Sisine, Cala Biriola, Cala Mariolu und Cala Goloritzè machen den Golf von Orosei zu einem beliebten Touristenziel.
Weitere Sehenswürdigkeiten sind die Tropfsteinhöhlen Grotta del Bue Marino und Grotta del Fico.
Von Santa Maria Navarrese und Cala Gonone aus werden Tageskreuzfahrten an der Steilküste entlang angeboten, die diese Orte anfahren.
Die Stadt Orosei mit etwa 6300 Einwohnern befindet sich drei Kilometer von der Küste vom Golf von Orosei entfernt. Nachbargemeinden sind Dorgali, Galtellì, Onifai und Siniscola.
Der Nationalpark des Gennargentu und des Golfs von Orosei umfasst sowohl Gebirgs- als auch Küstenzonen und hat eine Fläche von insgesamt 73.935 Hektar.

## Bilder

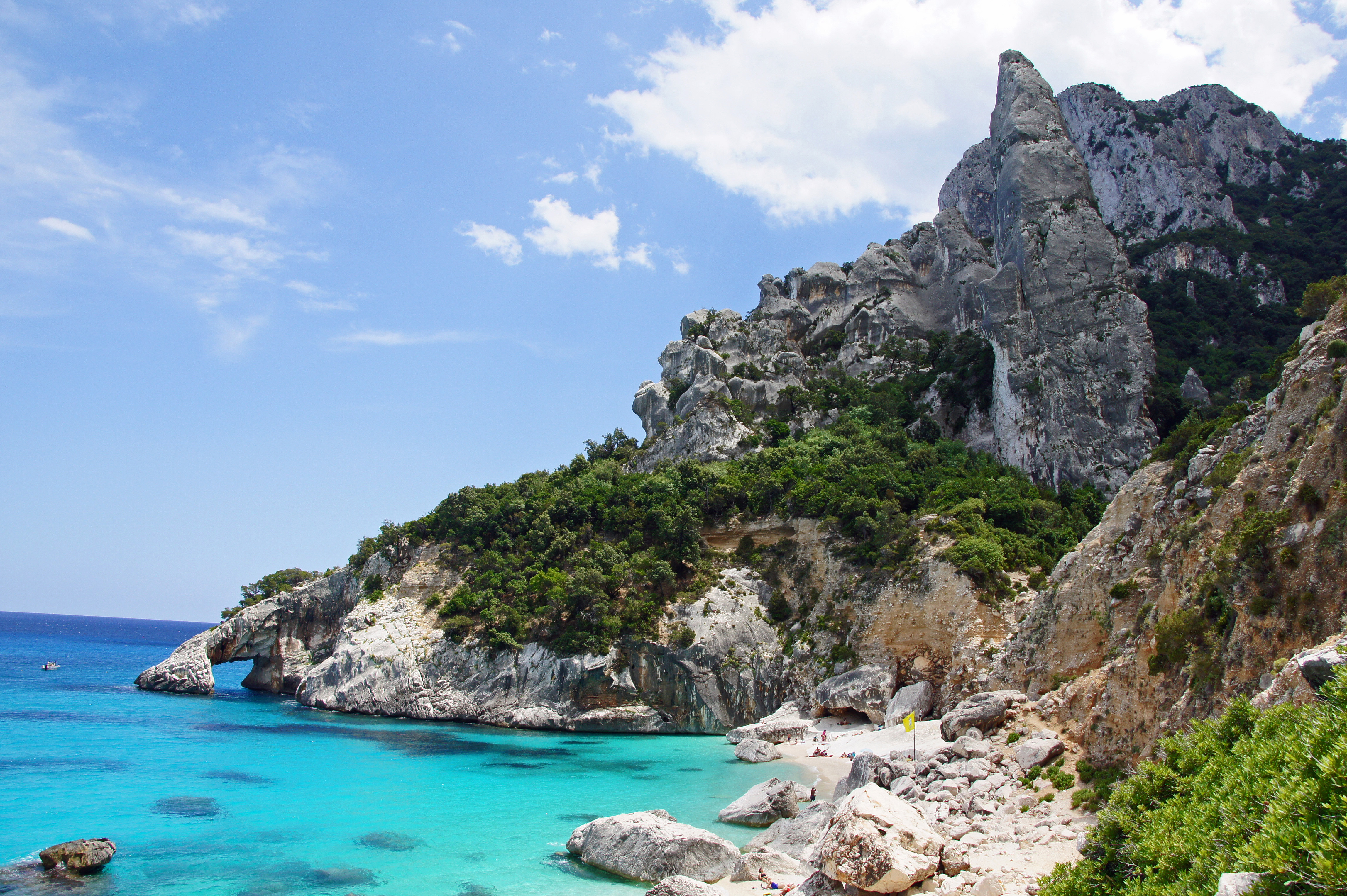
Cala Goloritzè am Golf von Orosei
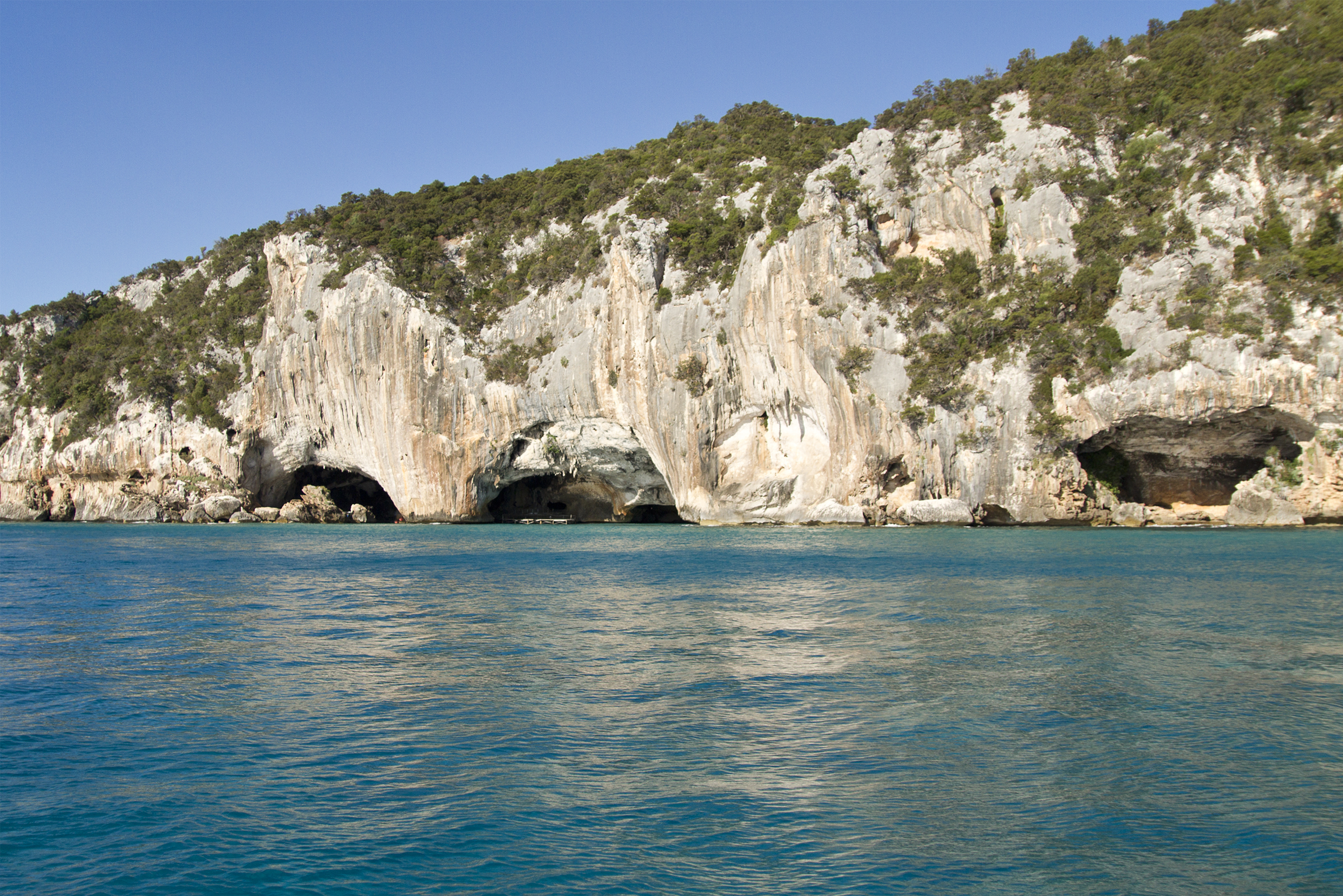
Eingang zur Grotte del Bue Marino
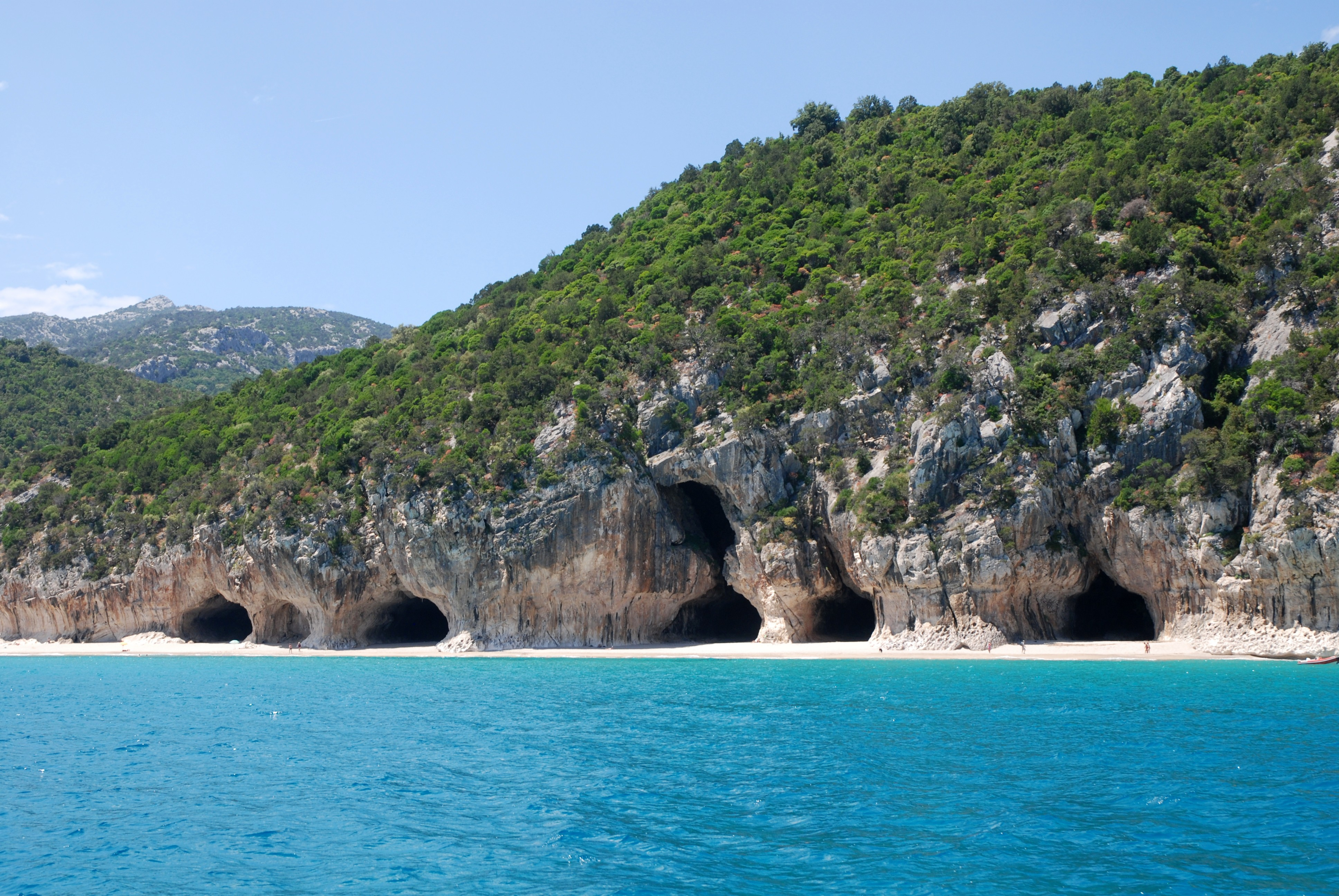
Höhlen an der Cala Luna